# 安田一
安田 一（やすだ はじめ、1907年（明治40年）4月14日 - 1991年（平成3年）3月26日）は、安田財閥三代目当主。

## 人物・来歴
安田善次郎の長男。旧制学習院高等科卒業。1932年（昭和7年）、東京帝国大学文学部支那文学科卒業。二代目安田善次郎の急逝のあとをうけて、1936年（昭和11年）、29歳で安田保善社総長に就任。後見役には叔父安田善五郎が就いた。以後安田銀行会長、安田生命会長など、安田グループの要職を歴任。1945年（昭和20年）財閥解体にともない、翌年公職追放となるが、日本貯蓄銀行（後の協和銀行）会長を経て、1953年（昭和28年）安田生命会長、安田火災海上相談役に復帰。経団連顧問、日本デンマーク協会会長等を務めた。

## 栄典
- 藍綬褒章
- デンマーク王国ダンネブロ勲章
- 勲二等瑞宝章（1977年）

## 家族
父は二代目安田善次郎。母は百合子。百合子は元横浜正金銀行頭取大久保利賢（大久保利通八男）と妻和喜子（高橋是清娘）との娘。ロッキード事件で一躍名が知れた元丸紅常務大久保利春は義弟になる。
また安田一の長男である弘の妻恭子は、慶應義塾大学名誉教授池田潔の長女で三井の大番頭池田成彬の孫娘。そして安田一の末娘美和子は、スイスの銀行家ピーター・フグラーに嫁いでいる。チェリストの安田謙一郎は甥にあたる。
二代目安田善次郎の妹てる（暉子）は安田一の叔母になるので、てるの孫オノ・ヨーコは従姪（じゅうてつ）にあたる。